# Armeria velutina
Armeria velutina är en triftväxtart som beskrevs av Friedrich Welwitsch, Pierre Edmond Boissier och Georges François Reuter. Armeria velutina ingår i släktet triftar, och familjen triftväxter. Inga underarter finns listade i Catalogue of Life.